# Launaea cornuta
Launaea cornuta là một loài thực vật có hoa trong họ Cúc. Loài này được (Hochst. ex Oliv. & Hiern) C.Jeffrey mô tả khoa học đầu tiên năm 1966.